# Ort im Innkreis
Ort im Innkreis è un comune austriaco di 1 219 abitanti nel distretto di Ried im Innkreis, in Alta Austria.